# Barbara Hendricks
Barbara Hendricks (født 20. november 1948) er en amerikansk-svensk operasangerinde.
Blandt hendes mange opførelser og indspilninger er som soubretten Susanna i Figaros Bryllup og Heitor Villa-Lobos' Bachianas Brasileiras.
Foruden opera har Hendricks også sunget jazz
og negro spirituals.
Hun er tillige Goodwill-ambassadør for FN's Flygtningehøjkommissariat.